# Hiroatsu Takahashi
Hiroatsu Takahashi (Japans: 高橋 弘篤, Takahashi Hiroatsu)  (Tomiya, 13 april 1984) is een Japans skeletonracer. Hij vertegenwoordigde zijn vaderland op de Olympische Winterspelen 2014 in Sotsji, maar behaalde hierbij geen medaille.

## Carrière
Bij zijn wereldbekerdebuut in Whistler op 27 november 2010 eindigde Takahashi op de 21e plaats. Hij won nog geen wereldbekerwedstrijd. 
Takahashi kwalificeerde zich voor de Olympische Winterspelen in 2014, waar hij twaalfde eindigde.

## Resultaten
| Jaar | Plaats      | Resultaat |
| ---- | ----------- | --------- |
| 2014 | Sotsji      | 12e       |
| 2018 | Pyeongchang | 22e       |

| Jaar | Plaats       | Resultaat |
| ---- | ------------ | --------- |
| 2011 | Königssee    | 19e       |
| 2012 | Lake Placid  | 20e       |
| 2013 | Sankt Moritz | 25e       |
| 2015 | Winterberg   | 14e       |
| 2016 | Igls         | 20e       |
| 2017 | Königssee    | 31e       |

### Wereldbeker
| \| Seizoen \| Rang \| \| --------- \| ---- \| \| 2010/2011 \| 18e \| \| 2011/2012 \| 16e \| \| 2012/2013 \| 15e \| \| 2013/2014 \| 10e \| \| 2014/2015 \| 14e \| \| 2015/2016 \| 13e \| \| 2016/2017 \| 20e \| \| 2017/2018 \| 18e \| |      |
| Seizoen | Rang |
| 2010/2011 | 18e  |
| 2011/2012 | 16e  |
| 2012/2013 | 15e  |
| 2013/2014 | 10e  |
| 2014/2015 | 14e  |
| 2015/2016 | 13e  |
| 2016/2017 | 20e  |
| 2017/2018 | 18e  |